# Le Voyage Estate
Le Voyage Estate je EP talijanskog DJ-a Gigija D'Agostina, većina pjesama nalazi se na njegovom albumu L'Amour Toujours.
Popis pjesama
1. "Desert"
2. "Sunshine Dance"
3. "Psychic Harmonic"
4. "Ikeya Seki"
5. "Gigi's Violin"
6. "Purezza"
7. "Guitar"
8. "New Year's Day"
9. "Prophecy"
10. "Sweet Love"
11. "Elektro Message"
12. "Psicadelica"
13. "Before"
14. "Angel's Symphony"
15. "Acidismo"
16. "X-Moments Theme"
17. "Paradise"
18. "Harmosphere"
19. "Fromage Fraise"